# Battlefield (sorozat)
A Battlefield egy videójáték-sorozat melynek első része, a 2002 szeptemberében megjelent Battlefield 1942. (2004 júniusában érkezett a Mac OS X változat.) A sorozat összes tagját a svéd EA Digital Illusions CE (röviden: DICE) fejlesztette és az Electronic Arts adta ki. A Battlefield játékok főbb ismérvei a hatalmas pályák és a csapatmunkára és járműves harcra épülő first-person shooter játékmenet. A PC-re megjelenő részeknél leginkább a többjátékos mód kerül előtérbe. A Battlefield 3 című epizódból egy hét leforgása alatt 5 millió példánynál is több fogyott (ebbe beletartozik a 3 milliós előrendelői tábor), így 2011-re a sorozat részeiből összesen már több mint 50 millió kelt el. 2013 ősszén jelent meg a Battlefield 4, majd 2015 márciusában az eddigi háborús témával szakítva egy teljesen új tematikájú, rendőr-bűnöző felállású spin-off epizódot adtak ki, Battlefield Hardline néven. Ezután 2016 őszén megjelent az I. világháborús Battlefield 1, majd 2018 novemberében a II. világháborús témájú Battlefield V. Majd a legújabb része a játéksorozatnak (ütemezés szerint) 2021. november 19.

## Története
A sorozat első része, a Battlefield 1942 2002 szeptemberében jelent meg, mely a Refractor Engine 1-t használta (A motor első verziója dolgozott a svéd Refraction Games korábbi, Codename Eagle című játékában, a fejlesztőket pedig felvásárolta a DICE.), illetve az azóta a Battlefield játékok névjegyének számító Conquest játékmód is az első résszel debütált. Később a The Road to Rome és a Secret Weapons of WWII című kiegészítő lemezek jelentek meg a játékhoz, majd az addig megjelent részeket tartalmazó, Battlefield 1942: World War II Anthology kiadás került forgalomba. Ma már a Battlefield 1942 ingyen letölthető az Originről.
2004. március 19-én jelent meg Európában a Battlefield Vietnam, mely a második világháború után a vietnámi háború időszakába kalauzolta el a játékost. A Battlefield Vietnam több játékmenetbeli újítást hozott, illetve az előző részben megismert Refractor játékmotor módosított változatát használta.
A Vietnam mellékágat követően 2005 júniusában érkezett a folytatás, a Battlefield 2, ami a modern hadszíntéren történő csatákra fókuszál, amiben az Egyesült Államok, Kína és egy fiktív frakció, a Middle Eastern Coalition (MEC) erői küzdenek meg egymással. Bár a játék számos hibát tartalmazott megjelenéskor, az érkező javítások javarészt orvosolták a felmerülő problémákat. A Battlefield 2 mindezek ellenére jelentős anyagi és kritikai sikereket is elkönyvelhetett, 2006 júliusáig 2,25 millió példánynál is több kelt el a játékból, míg a Metacritic oldalán 55 értékelés alapján 91 pontos átlaggal rendelkezik. A játékhoz egy kiegészítő lemez (Special Forces) és két kisebb letölthető tartalom (Booster pack: Euro Forces és Armored Fury, az utolsó, 1.5 verziószámot viselő javítással ingyenesen elérhetővé váltak.) jelent meg. Készült egy konzolos változat is, ami még ebben az évben megjelent PlayStation 2 és Xbox platformokra, komolyabb hangsúlyt fektetve az egyjátékos módra, míg a többjátékos lehetőségek korlátozódtak.
2006 októberében jelent meg a Battlefield 2142, és ahogy a címből sejthető, a 22. században játszódik. Beköszöntött egy újabb jégkorszak és az Európai Unió, illetve a Pan Asian Coalition (PAC) hadereje harcol egymással az egyenlítő közeli területek megszerzéséért. Külsőleg nem sokban tér el az előző résztől (grafikai motorja is egy módosított változata a Battlefield 2-ben használtnak), megjelent viszont egy új játékmód, a "Titan", amiben az azonos nevű óriási anyahajók játszanak központi szerepet. A játékos célja a terepen található rakétarendszerek elfoglalása lesz, ami bizonyos időközönként tüzel az ellenfél anyahajójára és elpusztítja a védőpajzsát, így pedig lehetőség nyílik behatolni és megsemmisíteni a reaktormagot. (A győzelemhez ez nem feltétlen szükséges, a továbbra is irányítás alatt tartott rakétasilók is elpusztíthatják a Titánt.) Egy másik újdonság volt a játékban elhelyezett reklámok és hirdetések megjelenése. Alapjában véve jó kritikai fogadtatásban részesült, ám a 80 pontos átlagértékével elmarad elődjétől. A Battlefield 2-höz hasonlóan a játékhoz is érkezett letölthető tartalom, a Northern Strike új pályákat, járműveket és Assault Lines néven egy módosított Conquest játékmódot tartalmazott.
A Battlefield: Bad Company az egyik olyan rész a Modern Combat és a Battlefield 1943 mellett, mely csak és kizárólag konzolokon volt elérhető. A játék története a közeli jövőben játszódik, ahol egy konfliktus bontakozik ki Oroszország és az Egyesült Államok között. A játékos a bevetések során Preston Marlowet irányíthatja, aki kihágása miatti büntetését elkerülve a B szakaszhoz csatlakozik. (Bad Company becenéven emlegetik) A játék a DICE saját fejlesztésű  Frostbite motorját használja, ami a többi grafikus motorhoz képest leginkább a rombolás terén enged nagyobb szabadságot a játékos számára.
2009-ben júniusában, több halasztást követően jelent meg az alapvetően ingyenes, de mikrotranzakciós rendszert alkalmazó Battlefield Heroes, mely nem csak rajzfilmszerű grafikájával, de a játékmenetével is eltér a sorozat többi részétől. (Az FPS nézetből TPS-re váltott, a karaktereknek pedig speciális képességek oldhatóak fel, mint például a lángoló töltények.) Egy hónappal később az Battlefield 1943 jelent meg az Xbox Live Arcade és a PlayStation Network rendszerében, az állítólag készülő PC-s változat fejlesztését pedig leállították - pedig „PC optimalizált” funkciókat ígértek bele.
2010 márciusában jelent meg a közvetlen folytatás Battlefield: Bad Company játékhoz. A történet szerint a B szakasznak ezúttal egy EMP fegyvert kell kézre kerítenie (Black Weapon vagy scalar weapon néven említik), amit még a japánok fejlesztettek ki 1944-ben, ám a cselekmény kezdetéig homályba vész a története. Az elődjéhez képest leginkább a többjátékos rész bővült, a megjelenítés alapja pedig a Frostbite 1.5-ös verziója volt, ami új effekteket hozott és a rombolhatóságért felelős rész is tovább fejlődött. A konzolos változatokhoz VIP kódok jártak, ami a későbbiekben megjelenő pályákat tette ingyenes elérhetővé, míg a PC-s játékosok alapból megkapták ezeket a pályacsomagokat. (Összesen 7 VIP Map Pack jelent meg.) Egy VIP kódot csak egyszer lehetett felhasználni, így aki használtan jutott a játékhoz annak utólag kellett ilyet vásárolnia. A Battlefield: Bad Company 2 játékhoz egy letölthető tartalom érkezett, a Vietnam, ami 4 pályát, korhű fegyvereket és járműveket ad a játék többjátékos módjához.
2010. november 5-én jelentették be, hogy a svéd Easy Studios és a DICE egy újabb ingyenes játékon dolgoznak, ami a Battlefield Play4Free elnevezést kapta. A játék mikrotranzakciós rendszere a hasonlít a Heroesban látottra; a Heroes azonban az alkalmi játékosok számára készült, a Play4Free komolyabb rétegeket szólít meg. A játék a Battlefield 2 és a Battlefield: Bad Company 2 sajátos keveréke: előbbiből származik a grafikai motor, a pályák, és a járművek egy része, utóbbiból pedig a kasztok, a fegyverek és a játékosok számának 32-re való korlátozása. A játék nyílt bétatesztje 2011. április 4-én kezdődött.
A Battlefield 3 bejelentésére 2009-ben került sor, egy évvel később pedig megerősítették, hogy a 2010-ben megjelenő Medal of Honor korlátozott példányszámú kiadását megvásárlók korábban juthatnak be a bétatesztbe. A nyilvános bétateszt szeptember 29-én vette kezdetét és a játékosoknak két hét állt a rendelkezésére, hogy kipróbálják a játék többjátékos módját. A Battlefield 3 megjelenésével a Bad Company sorozat előttről ismerős elemek is visszatérnek, mint például a sugárhajtású vadászrepülőgépek, a 64 játékosra szabott pályák (Konzolokon ez a szám maximum 24 lehet.) vagy a fekvés lehetősége. A játék PC-s változata Magyarországon hivatalosan 2011. október 28-tól elérhető, használatához az Electronic Arts [Origin nevezetű kliensprogramja szükséges, illetve a játék böngészőből indítható el a Battlelog nevű funkció segítségével.
2012-ben bejelentették a Battlefield 4 érkezését, 2013 márciusban pedig megjelentek róla első videók. A játék a Frosbite motor 3.0-s verziójával fut. A Medal of Honor: Warfighter korlátozott példányszámú kiadásának előrendelői és a Battlefield 3 Premiummal rendelkezők - akárcsak a Battlefield 3 esetében a Medal of Honor vásárlói - hamarabb juthatnak be a bétatesztbe, ami 2013 októberében zajlott le, maga a játék pedig november 1-én vált elérhetővé Európában. A Battlefield 4 az elődhöz hasonló DLC rendszert - beleértve a Premiumot is - tartalmazza, illetve még a mikro-tranzakciós rendszert is. Ez 5 DLC-t jelent: ezek pályákat, fegyvereket, járműveket, megoldandó feladatokat (amikért dögcédula, fegyverek járnak - a fegyverek megszerzése ugyanis feladatok teljesítéséhez kötött) tartalmaznak, a Premium pedig magába foglalja ezeket a DLC-ket. A Back To Karkand nevű DLC-je a Battlefield 2 négy legnépszerűbb pályájának felújítását tartalmazta, a Battlefield 4 Second Assault nevű DLC pedig a Battlefield 3 legkedveltebb pályáinak felújított változatát tartalmazza.
A Battlefield Hardline 2015 márciusában jelent meg Észak-Amerikában és Európában. A játék a Windows-on kívül megjelent PS3-ra, PS4-re, Xbox 360-ra és Xbox One-ra is. Az epizód különlegessége, hogy szakított az eddigi részek háborús témájával és a nagy csataterekkel. A játék egy Nick Mendoza nevű rendőrről szól, aki a történet során számtalan különböző szituációban kénytelen bizonyítani rátermettségét, nem csak rendőrként. A történet sok csavart tartogat az azt végigjátszani kívánók számára, ennek ellenére azonban sok kritika érte azzal kapcsolatban, hogy ez már nem igazán kapcsolódik a sorozat eddigi részeihez. A játék ugyanúgy tartalmazza a Battlefield Premium lehetőséget és a mikro-tranzakciós rendszert, mint elődjei.
2016 októberében megjelent a Battlefield 1, mely az I. világháború idején játszódik. A játékot megjelenésekor nagyon pozitívan fogadták a kritikusok és a játékosok, dicsérve a témaválasztást, a vizuális és hang effekteket, valamint a kampányt. A játékban értelemszerűen visszatértek a nagy csataterek, és a megszokott játékmódok, mint a Conquest és a Rush. Ezek mellett néhány új játékmódot is tartalmaz, mint például a War Pigeons, ahol postagalambokat kell elkapni a két csapatnak, majd a megírt üzenettel szabadon engedni őket anélkül, hogy közben a másik csapat ezt megakadályozná. A játékban az eddigi részekhez híven rengeteg fegyvert és járművet lehet kipróbálni, illetve a fegyvereket is lehet kedvünk szerint módosítani. Az eddig megszokott 4 kaszt mellett néhány új is bekerült a játékba, melyeket bizonyos pályán elhelyezett fegyverek felvételével, vagy járművek irányításával lehet feloldani. A singleplayer kampányban egy hatfejezetes történetet kapunk, melyben különböző katonák bőrébe bújva tapasztalhatjuk meg a háború viszontagságait. A játék ismét rendelkezik Premium kiadással, illetve továbbra is lehetőségünk van shortcut-okat és Battlepack-eket vásárolni.
2018 novemberében jelent meg a Battlefield V, ami visszatért a II. világháborúhoz. A koncepció és játékmenet hasonló, mint az eddigi részekben, ebben is hatalmas csatatereken harcolhatunk rengeteg fegyverrel és járművel a többi játékos ellen, de mégis nem kevés kisebb-nagyobb változtatást hoztak be a játékba. Az induláskor kevesebb töltény, a hosszabb felélesztés, illetve az átdolgozott mozgás animációk a fejlesztők szerint mind a reálisabb játékmenetet segítik elő. Megjelent a company rendszer is a játékban, ahol a játékosok egyenként testre szabhatják saját karaktereiket. A singleplayer mód ismét egy epizodikus kampány, ahol rövid történeteket játszhatunk végig a II. világháború csataterein. Fontos újítás, hogy szakítva a több éves gyakorlattal, immár nem adnak ki fizetős DLC-ket és Premium módot a játékhoz, hanem minden új tartalmat ingyen szolgáltatnak a játékosoknak. Mikrotranzakcióval csakis a játékmenetet nem befolyásoló, kozmetikai felszereléseket vásárolhatunk.

## Játékmenet
A Battlefield sorozatba tartozó játékokban általában a hangsúly a sok játékost felvonultató online küzdelmekre, a számos irányítható járműre és a csapatmunkát előtérbe helyező, gyalogos harcokra helyeződött, valamint a Battlefield 2 óta használt szakaszrendszer (squad) is kiemelt jelentőséget kapott. Szintén a 2-höz kötődik az online statisztikák vezetése a játékosokról, szintlépesekkel, feloldható fegyverekkel illetve a különböző módokon megszerezhető medálokkal, kitűzőkkel, szalagokkal.
A Battlefield játékokra jellemző másik fontos tulajdonság, hogy több kaszt közül lehet választani, amik mind eltérő fegyverekkel és felszereléssel bírnak, így ez alapján változik a harcban betöltött szerepük. A késelés a közelharcok során gyakori momentuma a játéknak, a Battlefield 2142 óta pedig az ellenséges játékos egyedi dögcéduláját is meg lehet így szerezni.

## A sorozat tagjai
| 2002      | Refractor 1   | Battlefield 1942                           | Igen | Igen | Nem  | Nem  | Nem  | Nem  | Nem  | Nem  | | | | | | | | | | | |
| 2003      | Refractor 2   | ■ Battlefield 1942: The Road to Rome       | Igen | Nem  | Nem  | Nem  | Nem  | Nem  | Nem  | Nem  | | | | | | | | | | | |
| 2003      | Refractor 1   | ■ Battlefield 1942: Secret Weapons of WWII | Igen | Igen | Nem  | Nem  | Nem  | Nem  | Nem  | Nem  | | | | | | | | | | | |
| 2004      | Refractor 1   | Battlefield Vietnam                        | Igen | Nem  | Nem  | Nem  | Nem  | Nem  | Nem  | Nem  | | | | | | | | | | | |
| 2005      | Refractor 2   | Battlefield 2                              | Igen | Nem  | Nem  | Nem  | Nem  | Nem  | Nem  | Nem  | | | | | | | | | | | |
| 2005      | RenderWare    | Battlefield 2: Modern Combat               | Nem  | Nem  | Igen | Igen | Igen | Nem  | Nem  | Nem  | | | | | | | | | | | |
| 2005      | Refractor 2   | ∓ Battlefield 2: Special Forces            | Igen | Nem  | Nem  | Nem  | Nem  | Nem  | Nem  | Nem  | | | | | | | | | | | |
| 2006      | Refractor 2   | ∓ Battlefield 2: Euro Force                | Igen | Nem  | Nem  | Nem  | Nem  | Nem  | Nem  | Nem  | | | | | | | | | | | |
| 2006      | Refractor 2   | ∓ Battlefield 2: Armored Fury              | Igen | Nem  | Nem  | Nem  | Nem  | Nem  | Nem  | Nem  | | | | | | | | | | | |
| 2006      | Refractor 2   | Battlefield 2142                           | Igen | Igen | Nem  | Nem  | Nem  | Nem  | Nem  | Nem  | | | | | | | | | | | |
| 2007      | Refractor 2   | ■ Battlefield 2142: Northern Strike        | Igen | Nem  | Nem  | Nem  | Nem  | Nem  | Nem  | Nem  | | | | | | | | | | | |
| 2008      | Frostbite 1.0 | Battlefield: Bad Company                   | Nem  | Nem  | Nem  | Nem  | Igen | Igen | Nem  | Nem  | | | | | | | | | | | |
| 2009      | Refractor 2   | Battlefield Heroes                         | Igen | Nem  | Nem  | Nem  | Nem  | Nem  | Nem  | Nem  | | | | | | | | | | | |
| 2009      | Frostbite 1.5 | Battlefield 1943                           | Nem  | Nem  | Nem  | Nem  | Igen | Igen | Nem  | Nem  | | | | | | | | | | | |
| 2010      | Frostbite 1.5 | Battlefield: Bad Company 2                 | Igen | Nem  | Nem  | Nem  | Igen | Igen | Nem  | Nem  | | | | | | | | | | | |
| 2010      | Refractor 2   | Battlefield Online                         | Igen | Nem  | Nem  | Nem  | Nem  | Nem  | Nem  | Nem  | | | | | | | | | | | |
| 2010      | Frostbite 1.5 | ■ Battlefield: Bad Company 2: Vietnam      | Igen | Nem  | Nem  | Nem  | Igen | Igen | Nem  | Nem  | | | | | | | | | | | |
| 2011      | Refractor 2   | Battlefield Play4Free                      | Igen | Nem  | Nem  | Nem  | Nem  | Nem  | Nem  | Nem  | | | | | | | | | | | |
| 2011      | Frostbite 2   | Battlefield 3                              | Igen | Nem  | Nem  | Nem  | Igen | Igen | Nem  | Nem  | | | | | | | | | | | |
| 2011      | Frostbite 2   | ■ Battlefield 3: Back to Karkand           | Igen | Nem  | Nem  | Nem  | Igen | Igen | Nem  | Nem  | | | | | | | | | | | |
| 2012      | Frostbite 2   | ■ Battlefield 3: Close Quarters            | Igen | Nem  | Nem  | Nem  | Igen | Igen | Nem  | Nem  | | | | | | | | | | | |
| 2012      | Frostbite 2   | ■ Battlefield 3: Armored Kill              | Igen | Nem  | Nem  | Nem  | Igen | Igen | Nem  | Nem  | | | | | | | | | | | |
| 2012      | Frostbite 2   | ■ Battlefield 3: Aftermath                 | Igen | Nem  | Nem  | Nem  | Igen | Igen | Nem  | Nem  | | | | | | | | | | | |
| 2013      | Frostbite 2   | ■ Battlefield 3: End Game                  | Igen | Nem  | Nem  | Nem  | Igen | Igen | Nem  | Nem  | | | | | | | | | | | |
| 2013      | Frostbite 3   | Battlefield 4                              | Igen | Nem  | Nem  | Nem  | Igen | Igen | Igen | Igen | | | | | | | | | | | |
| 2013      | Frostbite 3   | ■ Battlefield 4: China Rising              | Igen | Nem  | Nem  | Nem  | Igen | Igen | Igen | Igen | | | | | | | | | | | |
| 2013/2014 | Frostbite 3   | ■ Battlefield 4: Second Assault            | Igen | Nem  | Nem  | Nem  | Igen | Igen | Igen | Igen | | | | | | | | | | | |
| 2014      | Frostbite 3   | ■ Battlefield 4: Naval Strike              | Igen | Nem  | Nem  | Nem  | Igen | Igen | Igen | Igen | | | | | | | | | | | |
| 2014      | Frostbite 3   | ■ Battlefield 4: Dragon’s Teeth            | Igen | Nem  | Nem  | Nem  | Igen | Igen | Igen | Igen | | | | | | | | | | | |
| 2014      | Frostbite 3   | ■ Battlefield 4: Final Stand               | Igen | Nem  | Nem  | Nem  | Igen | Igen | Igen | Igen | | | | | | | | | | | |
| 2015      | Frostbite 3   | Battlefield Hardline                       | Igen | Nem  | Nem  | Nem  | Igen | Igen | Igen | Igen | | | | | | | | | | | |
| 2015      | Frostbite 3   | ■ Battlefield Hardline: Criminal Activity  | Igen | Nem  | Nem  | Nem  | Igen | Igen | Igen | Igen | | | | | | | | | | | |
| 2015      | Frostbite 3   | ■ Battlefield Hardline: Robbery            | Igen | Nem  | Nem  | Nem  | Igen | Igen | Igen | Igen | | | | | | | | | | | |
| 2016      | Frostbite 3   | ■ Battlefield Hardline: Getaway            | Igen | Nem  | Nem  | Nem  | Igen | Igen | Igen | Igen | | | | | | | | | | | |
| 2016      | Frostbite 3   | ■ Battlefield Hardline: Betrayal           | Igen | Nem  | Nem  | Nem  | Igen | Igen | Igen | Igen | | | | | | | | | | | |
| 2016      | Frostbite 3   | Battlefield 1                              | Igen | Nem  | Nem  | Nem  | Nem  | Nem  | Igen | Igen | | | | | | | | | | | |
| 2017      | Frostbite 3   | ■ Battlefield 1: They Shall Not Pass       | Igen | Nem  | Nem  | Nem  | Nem  | Nem  | Igen | Igen | | | | | | | | | | | |
| 2017      | Frostbite 3   | ■ Battlefield 1: In The Name of the Tsar   | Igen | Nem  | Nem  | Nem  | Nem  | Nem  | Igen | Igen | | | | | | | | | | | |
| 2017      | Frostbite 3   | ■ Battlefield 1: Turning Tides             | Igen | Nem  | Nem  | Nem  | Nem  | Nem  | Igen | Igen | | | | | | | | | | | |
| 2018      | Frostbite 3   | ■ Battlefield 1: Apocalypse                | Igen | Nem  | Nem  | Nem  | Nem  | Nem  | Igen | Igen | | | | | | | | | | | |
| 2018      | Frostbite 3   | Battlefield V                              | Igen | Nem  | Nem  | Nem  | Nem  | Nem  | Igen | Igen | | | | | | | | | | | |
| 2021      | Frostbite 3   | Battlefield 2042                           | Igen | Nem  | Nem  | Nem  | Nem  | Nem  | Igen | Igen | Megjegyzések: ∓ A Battlefield 2 letölthető tartalmai, melyek kizárólag Windowsra jelentek meg ■ Letölthető tartalmak a táblázatban fölöttük elhelyezkedő főjátékhoz | Megjegyzések: ∓ A Battlefield 2 letölthető tartalmai, melyek kizárólag Windowsra jelentek meg ■ Letölthető tartalmak a táblázatban fölöttük elhelyezkedő főjátékhoz | Megjegyzések: ∓ A Battlefield 2 letölthető tartalmai, melyek kizárólag Windowsra jelentek meg ■ Letölthető tartalmak a táblázatban fölöttük elhelyezkedő főjátékhoz | Megjegyzések: ∓ A Battlefield 2 letölthető tartalmai, melyek kizárólag Windowsra jelentek meg ■ Letölthető tartalmak a táblázatban fölöttük elhelyezkedő főjátékhoz | Megjegyzések: ∓ A Battlefield 2 letölthető tartalmai, melyek kizárólag Windowsra jelentek meg ■ Letölthető tartalmak a táblázatban fölöttük elhelyezkedő főjátékhoz | Megjegyzések: ∓ A Battlefield 2 letölthető tartalmai, melyek kizárólag Windowsra jelentek meg ■ Letölthető tartalmak a táblázatban fölöttük elhelyezkedő főjátékhoz | Megjegyzések: ∓ A Battlefield 2 letölthető tartalmai, melyek kizárólag Windowsra jelentek meg ■ Letölthető tartalmak a táblázatban fölöttük elhelyezkedő főjátékhoz | Megjegyzések: ∓ A Battlefield 2 letölthető tartalmai, melyek kizárólag Windowsra jelentek meg ■ Letölthető tartalmak a táblázatban fölöttük elhelyezkedő főjátékhoz | Megjegyzések: ∓ A Battlefield 2 letölthető tartalmai, melyek kizárólag Windowsra jelentek meg ■ Letölthető tartalmak a táblázatban fölöttük elhelyezkedő főjátékhoz | Megjegyzések: ∓ A Battlefield 2 letölthető tartalmai, melyek kizárólag Windowsra jelentek meg ■ Letölthető tartalmak a táblázatban fölöttük elhelyezkedő főjátékhoz | Megjegyzések: ∓ A Battlefield 2 letölthető tartalmai, melyek kizárólag Windowsra jelentek meg ■ Letölthető tartalmak a táblázatban fölöttük elhelyezkedő főjátékhoz |